# Musique en Wallonie ASBL
Musique en Wallonie ASBL O.M.W. est une Association sans but lucratif de droit belge qui s'est fixé pour objectif de valoriser le patrimoine musical de la communauté francophone de Belgique par le biais d'études et de recherches historiques musicologiques et un label de production discographique consacré à la diffusion du fruit de ces recherches. Établie en 1971, année de la création du Festival de Wallonie de musique classique, l'ASBL a été faite  Officier du Mérite wallon (O.M.W.) en septembre 2012 . Faisant régulièrement appel à des chercheurs universitaires (travaux de thèses entre autres), elle entretient des contacts étroits avec l'université de Liège qui accueille son siège social .

## Champ d'étude et sources
Le champ d'étude géographico-historique de l'ASBL ne se limite pas strictement au territoire de la Wallonie actuelle mais se réfère aussi à des territoires historiques dont tout ou partie de celle-ci a fait partie à des époques précédant l'indépendance de la Belgique, s'intéressant également à des compositeurs et musiciens originaires de ces régions qui ont fait carrière auprès de cours étrangères, tel Matthieu Rosmarin ou François-Joseph Gossec.
Deux périodes sont particulièrement privilégiées dans ses recherches et productions discographiques : la fin du Moyen Âge et la Renaissance, avec en particulier la polyphonie franco-flamande goûtée par tous les grands souverains du temps, et la deuxième moitié du XIXe siècle jusqu'à la Première Guerre mondiale. Pour cette dernière période, elle s'est notamment intéressée aux « pratiques musicales » en francophonie belge dont des adaptations pour petits ensembles de salon et pièces musicales dansantes qui agrémentaient les salons de la bourgeoise des XVIIIe et XIXe siècles; à des musiciens quelque peu oubliés comme Félix Godefroid et à l'école franco-belge du violon.
Le chantier d'investigation des chercheurs de l'association comprend aussi bien des archives publiques que privées permettant ainsi la redécouverte d'un patrimoine musical oublié ou que l'on croyait perdu. Son catalogue discographique présente par exemple le Martyre des Maccabées, oratorio en français de Pietro Torri - le plus ancien oratorio écrit en français - ou des œuvres lyriques de César Franck jamais enregistrées. Parmi les sources « privées », on citera les archives de Maximilien-Emmanuel de Bavière, mécène dont la collection personnelle comprenait notamment des pièces de Torri ou celles des Princes de Chimay ou des Ducs d'Aremberg, au sein desquelles furent retrouvées deux pièces de Vivaldi que l'on croyait perdues.
Le catalogue discographique de l'ASBL s'étend donc ainsi des XIVe et XVe siècles (Ciconia, Binchois, Tinctoris, œuvres appartenant au mouvement Ars Nova) au XXe siècle (Eugène Ysaÿe, Joseph Jongen), en passant par la musique de la Renaissance (Regis, de La Rue), la période baroque (Henry Du Mont, Torri, Joseph-Hector Fiocco) et la musique classico-romantique (Grétry, Gossec, Franck).

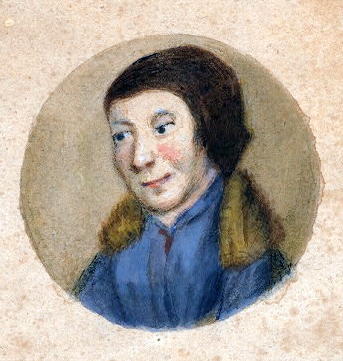
Gilles Binchois
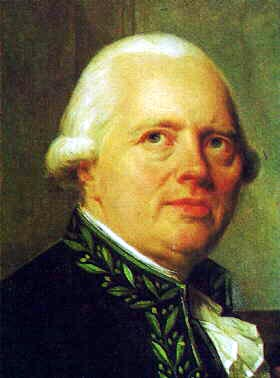
François-Joseph Gossec
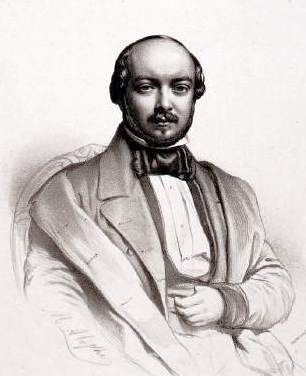
Félix Godefroid
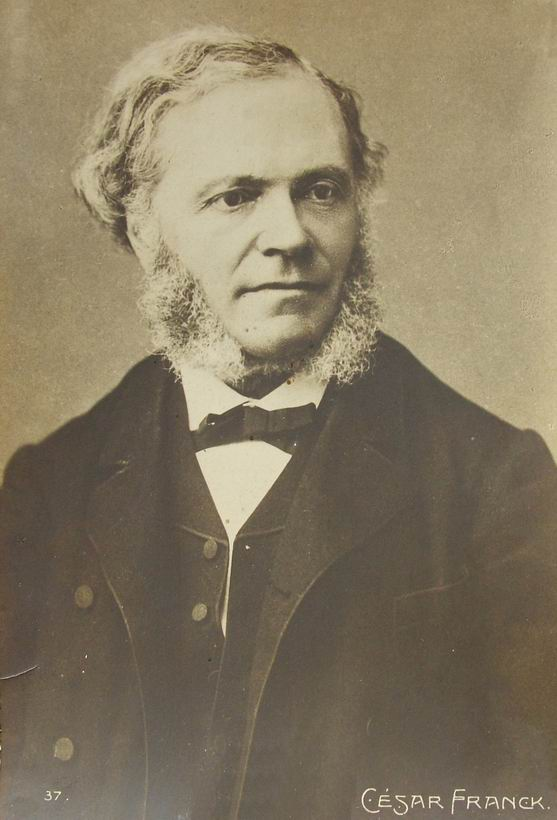
César Franck

## Collaborations musicales
Pour ses enregistrements, l'ASBL Musique en Wallonie fait prioritairement appel à des artistes, orchestres et ensembles musicaux de la Communauté française de Belgique comme Sophie Watillon (œuvres de Nicolas Hotman), l’Orchestre philharmonique de Liège ou l’Orchestre royal de chambre de Wallonie. Mais pour l'enregistrement de certaines œuvres, en particulier dans le domaine des musiques anciennes, elle a aussi fait appel à d'autres artistes belges tels l’Orchestre national de Belgique ou le gantois Philippe Herreweghe et son Collegium Vocale et même internationaux comme Jordi Savall ou Christophe Rousset. Elle a ainsi été fait appel à la Cappella della Pietà de' Turchini pour l'enregistrement d'œuvres de Pietro Antonio Fiocco ou encore à la Symphonie du Marais et à l'ensemble Hesperion XX.

## Disponibilité des produits
Le principal support de diffusion des enregistrements de l'association reste le CD, les coffrets fournissant un livret d'information particulièrement soigné et fouillé sur les œuvres et leurs auteurs. Ces CD sont disponibles à la vente sur le site officiel de l'association et, en Belgique, peuvent faire l'objet de prêts auprès de la Médiathèque de la Communauté française de Belgique avec laquelle l'ASBL entretien une collaboration privilégiée. Les CD sont aussi disponibles sur des sites commerciaux nationaux comme celui de la Fnac ou étrangers accessibles par le Net. À l'époque de l'Internet elle est aussi passée au téléchargement numérique payant sur des sites comme Qobuz